# Corgatha sasakii
Corgatha sasakii là một loài bướm đêm trong họ Erebidae.